# نيكولاس فاريل
نيكولاس فاريل (بالإنجليزية: Nicholas Farrell)‏ هو ممثل بريطاني، ولد في 1955 في المملكة المتحدة.

## أعمال

### أفلام
- (1981) عربات النار[2]
- (2001) بيرل هاربر[3][4][5]
- (2002) الأحد الدامي
- (2011) المرأة الحديدية[6]
- (2014) غريس أميرة موناكو[7][8]
- (2014) موردكاي[9]
- (2016) العثور على التاميرا

## وصلات خارجية
- نيكولاس فاريل على موقع IMDb (الإنجليزية)
- نيكولاس فاريل على موقع روتن توميتوز (الإنجليزية)
- نيكولاس فاريل على موقع ألو سيني (الفرنسية)
- نيكولاس فاريل على موقع أول موفي (الإنجليزية)
- نيكولاس فاريل على موقع قاعدة بيانات الأفلام السويدية (السويدية)
- نيكولاس فاريل على موقع ديسكوغز (الإنجليزية)
- نيكولاس فاريل على موقع قاعدة بيانات الفيلم (الإنجليزية)
- نيكولاس فاريل على موقع كينوبويسك (الروسية)